# Raccordement Servo (Elementis) Delden
Het raccordement Servo (Elementis) ligt in Delden.
De lijn takt af van de Spoorlijn Zutphen - Glanerbrug bij km 37,4 tussen de stations Goor en Delden. Het raccordement, met code Ddnser is aangelegd op het terrein van N.V. Chemische fabriek Servo. De aansluiting is geopend in 1948.
De eigenaar en naam van de fabriek zijn sinds de oprichting in 1926 meermalen gewijzigd (2001: Sasol Servo BV, 2004: Elementis Specialties BV, 2018: KLK Kolb Specialties BV), maar de naam van de aansluiting Ddnser is niet gewijzigd.
KLK Kolb Specialties BV wordt één keer per week (elke woensdagochtend) bediend door DB Schenker Rail Nederland, hierbij worden meestal enkele ketelwagens aangebracht en teruggenomen.